# داني فوكوفيتش
داني فوكوفيتش (بالإنجليزية: Danny Vukovic)‏ (مواليد 27 مارس 1985) هو لاعب كرة قدم. يلعب مع منتخب أستراليا لكرة القدم. سبق له أن لعب في كأس القارات 2017 مع منتخب بلاده.

## روابط خارجية
- داني فوكوفيتش على موقع الاتحاد الدولي (مؤرشف)  (الإنجليزية)
- داني فوكوفيتش على موقع رابطة كرة القدم اليابانية للمحترفين (اليابانية)
- داني فوكوفيتش على موقع قاعدة بيانات كرة القدم.إي يو (الإنجليزية)
- داني فوكوفيتش على موقع ناشيونال فوتبول تيمز (الإنجليزية)
- داني فوكوفيتش على موقع Soccerway.com (الإنجليزية)
- داني فوكوفيتش على موقع عالم كرة القدم.نت (الإنجليزية)
- داني فوكوفيتش على موقع كووورة